# Lijst van oplosbaarheidsproducten
In onderstaande lijst van oplosbaarheidsproducten zijn de oplosbaarheidsproducten vermeld van een aantal slecht oplosbare zouten. Tenzij anders vermeld zijn de waarden ontleend aan: "Handbook of Chemistry and Physics, First student edition"
| Stofnaam                       | Formule                                  | Kation                           | Anion                               | Ks                                      |
| ------------------------------ | ---------------------------------------- | -------------------------------- | ----------------------------------- | --------------------------------------- |
| Aluminiumarsenaat              | {\displaystyle {\ce {AlAsO4}}}           | {\displaystyle {\ce {Al^{3+}}}}  | {\displaystyle {\ce {AsO4^{3-}}}}   | {\displaystyle {\ce {8{,}71.10^{-19}}}} |
| Aluminiumhydroxide             | {\displaystyle {\ce {Al(OH)3}}}          | {\displaystyle {\ce {Al^{3+}}}}  | {\displaystyle {\ce {OH^{-}}}}      | {\displaystyle {\ce {3{,}00.10^{-34}}}} |
| Aluminuimfosfaat               | {\displaystyle {\ce {AlPO4}}}            | {\displaystyle {\ce {Al^{3+}}}}  | {\displaystyle {\ce {PO4^{3-}}}}    | {\displaystyle {\ce {9{,}83.10^{-21}}}} |
| Americiumfosfaat               | {\displaystyle {\ce {AmPO4}}}            | {\displaystyle {\ce {Am^{3+}}}}  | {\displaystyle {\ce {PO4^{3-}}}}    | {\displaystyle {\ce {7{,}00.10^{-31}}}} |
| Bariumarbonaat                 | {\displaystyle {\ce {BaCO3}}}            | {\displaystyle {\ce {Ba^{2+}}}}  | {\displaystyle {\ce {CO3^{2-}}}}    | {\displaystyle {\ce {2{,}58.10^{-9}}}}  |
| Bariumchromaat                 | {\displaystyle {\ce {BaCrO4}}}           | {\displaystyle {\ce {Ba^{2+}}}}  | {\displaystyle {\ce {CrO4^{2-}}}}   | {\displaystyle {\ce {1{,}17.10^{-10}}}} |
| Bariumfluoride                 | {\displaystyle {\ce {BaF2}}}             | {\displaystyle {\ce {Ba^{2+}}}}  | {\displaystyle {\ce {F^{-}}}}       | {\displaystyle {\ce {1{,}84.10^{-7}}}}  |
| Bariumhydroxideoctahydraat     | {\displaystyle {\ce {Ba(OH)2.8H2O}}}     | {\displaystyle {\ce {Ba^{2+}}}}  | {\displaystyle {\ce {OH^{-}}}}      | {\displaystyle {\ce {2{,}55.10^{-4}}}}  |
| Bariumjodaat                   | {\displaystyle {\ce {Ba(IO3)2}}}         | {\displaystyle {\ce {Ba^{2+}}}}  | {\displaystyle {\ce {IO3^{-}}}}     | {\displaystyle {\ce {4{,}01.10^{-9}}}}  |
| Bariumjodaatmonohydraat        | {\displaystyle {\ce {Ba(IO3)2.H2O}}}     | {\displaystyle {\ce {Ba^{2+}}}}  | {\displaystyle {\ce {IO3^{-}}}}     | {\displaystyle {\ce {1{,}67.10^{-9}}}}  |
| Bariumsulfaat                  | {\displaystyle {\ce {BaSO4}}}            | {\displaystyle {\ce {Ba^{2+}}}}  | {\displaystyle {\ce {SO4^{2-}}}}    | {\displaystyle {\ce {1{,}07.10^{-10}}}} |
| Berylliumhydroxide             | {\displaystyle {\ce {Be(OH)2}}}          | {\displaystyle {\ce {Be^{2+}}}}  | {\displaystyle {\ce {OH^{-}}}}      | {\displaystyle {\ce {6{,}92.10^{-22}}}} |
| Bismut(III)arsenaat            | {\displaystyle {\ce {BiAsO4}}}           | {\displaystyle {\ce {Bi^{3+}}}}  | {\displaystyle {\ce {AsO4^{3-}}}}   | {\displaystyle {\ce {4{,}43.10^{-10}}}} |
| Bismut(III)jodide              | {\displaystyle {\ce {BiI3}}}             | {\displaystyle {\ce {Bi^{3+}}}}  | {\displaystyle {\ce {I^{-}}}}       | {\displaystyle {\ce {7{,}71.10^{-19}}}} |
| Bismutsulfide                  | {\displaystyle {\ce {Bi2S3}}}            | {\displaystyle {\ce {Bi^{3+}}}}  | {\displaystyle {\ce {S^{2-}}}}      | {\displaystyle {\ce {1{,}82.10^{-99}}}} |
| Cadmiumarsenaat                | {\displaystyle {\ce {Cd3(AsO4)2}}}       | {\displaystyle {\ce {Cd^{2+}}}}  | {\displaystyle {\ce {AsO4^{3-}}}}   | {\displaystyle {\ce {2{,}17.10^{-33}}}} |
| Cadmiumcarbonaat               | {\displaystyle {\ce {CdCO3}}}            | {\displaystyle {\ce {Cd^{2+}}}}  | {\displaystyle {\ce {CO3^{2-}}}}    | {\displaystyle {\ce {6{,}18.10^{-13}}}} |
| Cadmiumfluoride                | {\displaystyle {\ce {CdF2}}}             | {\displaystyle {\ce {Cd^{2+}}}}  | {\displaystyle {\ce {F^{-}}}}       | {\displaystyle {\ce {6{,}44.10^{-3}}}}  |
| Cadmiumfosfaat                 | {\displaystyle {\ce {Cd3(PO4)2}}}        | {\displaystyle {\ce {Cd^{2+}}}}  | {\displaystyle {\ce {PO4^{3-}}}}    | {\displaystyle {\ce {2{,}53.10^{-33}}}} |
| Cadmiumhydroxide               | {\displaystyle {\ce {Cd(OH)2}}}          | {\displaystyle {\ce {Cd^{2+}}}}  | {\displaystyle {\ce {OH^{-}}}}      | {\displaystyle {\ce {5{,}27.10^{-15}}}} |
| Cadmiumjodaat                  | {\displaystyle {\ce {Cd(IO3)2}}}         | {\displaystyle {\ce {Cd^{2+}}}}  | {\displaystyle {\ce {IO3^{-}}}}     | {\displaystyle {\ce {2{,}49.10^{-8}}}}  |
| Cadmiumoxalaattrihydraat       | {\displaystyle {\ce {Cd(CO2)2.3H2O}}}    | {\displaystyle {\ce {Cd^{2+}}}}  | {\displaystyle {\ce {(CO2)2^{2-}}}} | {\displaystyle {\ce {1{,}42.10^{-8}}}}  |
| Cadmiumsulfide                 | {\displaystyle {\ce {CdS}}}              | {\displaystyle {\ce {Cd^{2+}}}}  | {\displaystyle {\ce {S^{2-}}}}      | {\displaystyle {\ce {1{,}40.10^{-29}}}} |
| Calciumcarbonaat               | {\displaystyle {\ce {CaCO3}}}            | {\displaystyle {\ce {Ca^{2+}}}}  | {\displaystyle {\ce {CO3^{2-}}}}    | {\displaystyle {\ce {4{,}96.10^{-8}}}}  |
| Calciumfluoride                | {\displaystyle {\ce {CaF2}}}             | {\displaystyle {\ce {Ca^{2+}}}}  | {\displaystyle {\ce {F^{-}}}}       | {\displaystyle {\ce {1{,}46.10^{-10}}}} |
| Calciumfosfaat                 | {\displaystyle {\ce {Ca3(PO4)2}}}        | {\displaystyle {\ce {Ca^{2+}}}}  | {\displaystyle {\ce {PO4^{3-}}}}    | {\displaystyle {\ce {2{,}07.10^{-33}}}} |
| Calciumhydroxide               | {\displaystyle {\ce {Ca(OH)2}}}          | {\displaystyle {\ce {Ca^{2+}}}}  | {\displaystyle {\ce {OH^{-}}}}      | {\displaystyle {\ce {4{,}68.10^{-6}}}}  |
| Calciumjodaat                  | {\displaystyle {\ce {Ca(IO3)2}}}         | {\displaystyle {\ce {Ca^{2+}}}}  | {\displaystyle {\ce {IO3^{-}}}}     | {\displaystyle {\ce {6{,}47.10^{-8}}}}  |
| Calciumjodaathexahydraat       | {\displaystyle {\ce {Ca(IO3)2.6H2O}}}    | {\displaystyle {\ce {Ca^{2+}}}}  | {\displaystyle {\ce {IO3^{-}}}}     | {\displaystyle {\ce {7{,}57.10^{-7}}}}  |
| Calciumoxalaat                 | {\displaystyle {\ce {Ca(CO2)2}}}         | {\displaystyle {\ce {Ca^{2+}}}}  | {\displaystyle {\ce {(CO2)2^{2-}}}} | {\displaystyle {\ce {2{,}70.10^{-9}}}}  |
| Calciumsulfaat                 | {\displaystyle {\ce {CaSO4}}}            | {\displaystyle {\ce {Ca^{2+}}}}  | {\displaystyle {\ce {SO4^{2-}}}}    | {\displaystyle {\ce {7{,}10.10^{-5}}}}  |
| Calciumsulfiet                 | {\displaystyle {\ce {CaSO3}}}            | {\displaystyle {\ce {Ca^{2+}}}}  | {\displaystyle {\ce {SO3^{2-}}}}    | {\displaystyle {\ce {3{,}10.10^{-7}}}}  |
| Europium(III)hydroxide         | {\displaystyle {\ce {Eu(OH)3}}}          | {\displaystyle {\ce {Eu^{3+}}}}  | {\displaystyle {\ce {OH^{-}}}}      | {\displaystyle {\ce {9{,}38.10^{-27}}}} |
| Gallium(III)hydroxide          | {\displaystyle {\ce {Ga(OH)3}}}          | {\displaystyle {\ce {Ga^{3+}}}}  | {\displaystyle {\ce {OH^{-}}}}      | {\displaystyle {\ce {7{,}28.10^{-36}}}} |
| IJzer(II)carbonaat             | {\displaystyle {\ce {FeCO3}}}            | {\displaystyle {\ce {Fe^{2+}}}}  | {\displaystyle {\ce {CO3^{2-}}}}    | {\displaystyle {\ce {3{,}07.10^{-11}}}} |
| IJzer(II)fluoride              | {\displaystyle {\ce {FeF2}}}             | {\displaystyle {\ce {Fe^{2+}}}}  | {\displaystyle {\ce {F^{-}}}}       | {\displaystyle {\ce {2{,}36.10^{-6}}}}  |
| IJzer(II)hydroxide             | {\displaystyle {\ce {Fe(OH)2}}}          | {\displaystyle {\ce {Fe^{2+}}}}  | {\displaystyle {\ce {OH^{-}}}}      | {\displaystyle {\ce {4{,}87.10^{-17}}}} |
| IJzer(II)sulfide               | {\displaystyle {\ce {FeS}}}              | {\displaystyle {\ce {Fe^{2+}}}}  | {\displaystyle {\ce {S^{2-}}}}      | {\displaystyle {\ce {1{,}59.10^{-19}}}} |
| IJzer(III)fosfaatdihydraat     | {\displaystyle {\ce {FePO4.2H2O}}}       | {\displaystyle {\ce {Fe^{3+}}}}  | {\displaystyle {\ce {PO4^{3-}}}}    | {\displaystyle {\ce {9{,}91.10^{-16}}}} |
| IJzer(III)hydroxide            | {\displaystyle {\ce {Fe(OH)3}}}          | {\displaystyle {\ce {Fe^{3+}}}}  | {\displaystyle {\ce {OH^{-}}}}      | {\displaystyle {\ce {2{,}64.10^{-39}}}} |
| Kaliumhexachloroplatinaat(IV)  | {\displaystyle {\ce {K2PtCL6}}}          | {\displaystyle {\ce {K^{+}}}}    | {\displaystyle {\ce {PtCL6^{2-}}}}  | {\displaystyle {\ce {7{,}48.10^{-6}}}}  |
| Kaliumperchloraat              | {\displaystyle {\ce {KClO4}}}            | {\displaystyle {\ce {K^{+}}}}    | {\displaystyle {\ce {ClO4^{-}}}}    | {\displaystyle {\ce {1{,}05.10^{-2}}}}  |
| Kobalt(II)arsenaat             | {\displaystyle {\ce {Co3(AsO4)2}}}       | {\displaystyle {\ce {Co^{2+}}}}  | {\displaystyle {\ce {AsO4^{3-}}}}   | {\displaystyle {\ce {6{,}79.10^{-29}}}} |
| Kobalt(II)carbonaat            | {\displaystyle {\ce {CoCO3}}}            | {\displaystyle {\ce {Co^{2+}}}}  | {\displaystyle {\ce {CO3^{2-}}}}    | {\displaystyle {\ce {1{,}00.10^{-10}}}} |
| Kobalt(II)fosfaat              | {\displaystyle {\ce {Co3(PO4)2}}}        | {\displaystyle {\ce {Co^{2+}}}}  | {\displaystyle {\ce {PO4^{3-}}}}    | {\displaystyle {\ce {2{,}05.10^{-35}}}} |
| Kobalt(II)hydroxide (blauw)    | {\displaystyle {\ce {Co(OH)2}}}          | {\displaystyle {\ce {Co^{2+}}}}  | {\displaystyle {\ce {OH^{-}}}}      | {\displaystyle {\ce {5{,}92.10^{-15}}}} |
| Kobalt(II)hydroxide (roze)     | {\displaystyle {\ce {Co(OH)2}}}          | {\displaystyle {\ce {Co^{2+}}}}  | {\displaystyle {\ce {OH^{-}}}}      | {\displaystyle {\ce {1{,}09.10^{-15}}}} |
| Kobalt(II)jodaatdihydraat      | {\displaystyle {\ce {Co(IO3)2.2H2O}}}    | {\displaystyle {\ce {Co^{2+}}}}  | {\displaystyle {\ce {IO3^{-}}}}     | {\displaystyle {\ce {1{,}21.10^{-2}}}}  |
| Koper(I)bromide                | {\displaystyle {\ce {CuBr}}}             | {\displaystyle {\ce {Cu^{+}}}}   | {\displaystyle {\ce {Br^{-}}}}      | {\displaystyle {\ce {6{,}27.10^{-9}}}}  |
| Koper(I)chloride               | {\displaystyle {\ce {CuCl}}}             | {\displaystyle {\ce {Cu^{+}}}}   | {\displaystyle {\ce {Cl^{-}}}}      | {\displaystyle {\ce {1{,}72.10^{-7}}}}  |
| Koper(I)jodide                 | {\displaystyle {\ce {CuI}}}              | {\displaystyle {\ce {Cu^{+}}}}   | {\displaystyle {\ce {I^{-}}}}       | {\displaystyle {\ce {1{,}27.10^{-12}}}} |
| Koper(I)sulfide                | {\displaystyle {\ce {Cu2S}}}             | {\displaystyle {\ce {Cu^{+}}}}   | {\displaystyle {\ce {S^{2-}}}}      | {\displaystyle {\ce {2{,}26.10^{-48}}}} |
| Koper(I)thiocyanaat            | {\displaystyle {\ce {CuSCN}}}            | {\displaystyle {\ce {Cu^{+}}}}   | {\displaystyle {\ce {SCN^{-}}}}     | {\displaystyle {\ce {1{,}27.10^{-13}}}} |
| Koper(II)arsenaat              | {\displaystyle {\ce {Cu3(AsO4)2}}}       | {\displaystyle {\ce {Cu^{2+}}}}  | {\displaystyle {\ce {AsO4^{3-}}}}   | {\displaystyle {\ce {7{,}93.10^{-36}}}} |
| Koper(II)carbonaat             | {\displaystyle {\ce {CuCO3}}}            | {\displaystyle {\ce {Cu^{2+}}}}  | {\displaystyle {\ce {CO3^{2-}}}}    | {\displaystyle {\ce {3{,}55.10^{-12}}}} |
| Koper(II)fosfaat               | {\displaystyle {\ce {Cu3(PO4)2}}}        | {\displaystyle {\ce {Cu^{2+}}}}  | {\displaystyle {\ce {PO4^{3-}}}}    | {\displaystyle {\ce {1{,}39.10^{-37}}}} |
| Koper(II)hydroxide             | {\displaystyle {\ce {Cu(OH)2}}}          | {\displaystyle {\ce {Cu^{2+}}}}  | {\displaystyle {\ce {OH^{-}}}}      | {\displaystyle {\ce {1{,}72.10^{-20}}}} |
| Koper(II)jodaatmonohydraat     | {\displaystyle {\ce {Cu(IO3)2.H2O}}}     | {\displaystyle {\ce {Cu^{2+}}}}  | {\displaystyle {\ce {IO3^{-}}}}     | {\displaystyle {\ce {6{,}94.10^{-8}}}}  |
| Koper(II)oxalaat               | {\displaystyle {\ce {Cu(CO2)2}}}         | {\displaystyle {\ce {Cu^{2+}}}}  | {\displaystyle {\ce {(CO2)2^{2-}}}} | {\displaystyle {\ce {4{,}43.10^{-10}}}} |
| Koper(II)sulfide               | {\displaystyle {\ce {CuS}}}              | {\displaystyle {\ce {Cu^{2+}}}}  | {\displaystyle {\ce {S^{2-}}}}      | {\displaystyle {\ce {6{,}00.10^{-37}}}} |
| Kwik(I)bromide                 | {\displaystyle {\ce {Hg2Br2}}}           | {\displaystyle {\ce {Hg2^{2+}}}} | {\displaystyle {\ce {Br^{-}}}}      | {\displaystyle {\ce {6{,}41.10^{-23}}}} |
| Kwik(I)carbonaat               | {\displaystyle {\ce {Hg2CO3}}}           | {\displaystyle {\ce {Hg2^{2+}}}} | {\displaystyle {\ce {CO3^{2-}}}}    | {\displaystyle {\ce {3{,}67.10^{-17}}}} |
| Kwik(I)chloride                | {\displaystyle {\ce {Hg2Cl2}}}           | {\displaystyle {\ce {Hg2^{2+}}}} | {\displaystyle {\ce {Cl^{-}}}}      | {\displaystyle {\ce {1{,}45.10^{-18}}}} |
| Kwik(I)fluoride                | {\displaystyle {\ce {Hg2F2}}}            | {\displaystyle {\ce {Hg2^{2+}}}} | {\displaystyle {\ce {F^{-}}}}       | {\displaystyle {\ce {3{,}10.10^{-6}}}}  |
| Kwik(I)jodide                  | {\displaystyle {\ce {Hg2I2}}}            | {\displaystyle {\ce {Hg2^{2+}}}} | {\displaystyle {\ce {I^{-}}}}       | {\displaystyle {\ce {5{,}33.10^{-29}}}} |
| Kwik(I)oxalaat                 | {\displaystyle {\ce {Hg2(CO2)2}}}        | {\displaystyle {\ce {Hg2^{2+}}}} | {\displaystyle {\ce {(CO2)2^{2-}}}} | {\displaystyle {\ce {1{,}75.10^{-13}}}} |
| Kwik(I)sulfaat                 | {\displaystyle {\ce {Hg2SO4}}}           | {\displaystyle {\ce {Hg2^{2+}}}} | {\displaystyle {\ce {SO4^{2-}}}}    | {\displaystyle {\ce {7{,}99.10^{-7}}}}  |
| Kwik(I)thiocyanaat             | {\displaystyle {\ce {Hg2(SCN)2}}}        | {\displaystyle {\ce {Hg2^{2+}}}} | {\displaystyle {\ce {SCN^{-}}}}     | {\displaystyle {\ce {3{,}12.10^{-20}}}} |
| Kwik(II)hydroxide              | {\displaystyle {\ce {Hg(OH)2}}}          | {\displaystyle {\ce {Hg^{2+}}}}  | {\displaystyle {\ce {OH^{-}}}}      | {\displaystyle {\ce {3{,}13.10^{-26}}}} |
| Kwik(II)jodide                 | {\displaystyle {\ce {HgI2}}}             | {\displaystyle {\ce {Hg^{2+}}}}  | {\displaystyle {\ce {I^{-}}}}       | {\displaystyle {\ce {2{,}82.10^{-29}}}} |
| Kwik(II)sulfide (rood)         | {\displaystyle {\ce {HgS}}}              | {\displaystyle {\ce {Hg^{2+}}}}  | {\displaystyle {\ce {S^{2-}}}}      | {\displaystyle {\ce {2{,}00.10^{-53}}}} |
| Kwik(II)sulfide (zwart)        | {\displaystyle {\ce {HgS}}}              | {\displaystyle {\ce {Hg^{2+}}}}  | {\displaystyle {\ce {S^{2-}}}}      | {\displaystyle {\ce {6{,}44.10^{-53}}}} |
| Lithiumcarbonaat               | {\displaystyle {\ce {Li2CO3}}}           | {\displaystyle {\ce {Li^{+}}}}   | {\displaystyle {\ce {CO3^{2-}}}}    | {\displaystyle {\ce {8{,}15.10^{-4}}}}  |
| Lithiumfluoride                | {\displaystyle {\ce {LiF}}}              | {\displaystyle {\ce {Li^{+}}}}   | {\displaystyle {\ce {F^{-}}}}       | {\displaystyle {\ce {1{,}84.10^{-3}}}}  |
| Lood(II)bromide                | {\displaystyle {\ce {PbBr2}}}            | {\displaystyle {\ce {Pb^{2+}}}}  | {\displaystyle {\ce {Br^{-}}}}      | {\displaystyle {\ce {6{,}60.10^{-6}}}}  |
| Lood(II)carbonaat              | {\displaystyle {\ce {PbCO3}}}            | {\displaystyle {\ce {Pb^{2+}}}}  | {\displaystyle {\ce {CO3^{2-}}}}    | {\displaystyle {\ce {1{,}46.10^{-13}}}} |
| Lood(II)chloride               | {\displaystyle {\ce {PbCl2}}}            | {\displaystyle {\ce {Pb^{2+}}}}  | {\displaystyle {\ce {Cl^{-}}}}      | {\displaystyle {\ce {1{,}17.10^{-5}}}}  |
| Lood(II)fluoride               | {\displaystyle {\ce {PbF2}}}             | {\displaystyle {\ce {Pb^{2+}}}}  | {\displaystyle {\ce {F^{-}}}}       | {\displaystyle {\ce {7{,}12.10^{-7}}}}  |
| Lood(II)hydroxide              | {\displaystyle {\ce {Pb(OH)2}}}          | {\displaystyle {\ce {Pb^{2+}}}}  | {\displaystyle {\ce {OH^{-}}}}      | {\displaystyle {\ce {1{,}42.10^{-20}}}} |
| Lood(II)jodaat                 | {\displaystyle {\ce {Pb(IO3)2}}}         | {\displaystyle {\ce {Pb^{2+}}}}  | {\displaystyle {\ce {IO3^{-}}}}     | {\displaystyle {\ce {3{,}68.10^{-13}}}} |
| Lood(II)jodide                 | {\displaystyle {\ce {PbI2}}}             | {\displaystyle {\ce {Pb^{2+}}}}  | {\displaystyle {\ce {I^{-}}}}       | {\displaystyle {\ce {8{,}49.10^{-9}}}}  |
| Lood(II)oxalaat                | {\displaystyle {\ce {Pb(CO2)2}}}         | {\displaystyle {\ce {Pb^{2+}}}}  | {\displaystyle {\ce {(CO2)2^{2-}}}} | {\displaystyle {\ce {8{,}51.10^{-10}}}} |
| Lood(II)sulfaat                | {\displaystyle {\ce {PbSO4}}}            | {\displaystyle {\ce {Pb^{2+}}}}  | {\displaystyle {\ce {SO4^{2-}}}}    | {\displaystyle {\ce {1{,}82.10^{-8}}}}  |
| Lood(II)sulfide                | {\displaystyle {\ce {PbS}}}              | {\displaystyle {\ce {Pb^{2+}}}}  | {\displaystyle {\ce {S^{2-}}}}      | {\displaystyle {\ce {9{,}04.10^{-29}}}} |
| Lood(II)thiocyanaat            | {\displaystyle {\ce {Pb(SCN)2}}}         | {\displaystyle {\ce {Pb^{2+}}}}  | {\displaystyle {\ce {SCN^{-}}}}     | {\displaystyle {\ce {2{,}11.10^{-5}}}}  |
| Magnesiumcarbonaat             | {\displaystyle {\ce {MgCO3}}}            | {\displaystyle {\ce {Mg^{2+}}}}  | {\displaystyle {\ce {CO3^{2-}}}}    | {\displaystyle {\ce {6{,}82.10^{-6}}}}  |
| Magnesiumcarbonaatpentahydraat | {\displaystyle {\ce {MgCO3.5H2O}}}       | {\displaystyle {\ce {Mg^{2+}}}}  | {\displaystyle {\ce {CO3^{2-}}}}    | {\displaystyle {\ce {9{,}79.10^{-6}}}}  |
| Magnesiumcarbonaattrihydraat   | {\displaystyle {\ce {MgCO3.3H2O}}}       | {\displaystyle {\ce {Mg^{2+}}}}  | {\displaystyle {\ce {CO3^{2-}}}}    | {\displaystyle {\ce {2{,}38.10^{-6}}}}  |
| Magnesiumfluoride              | {\displaystyle {\ce {MgF2}}}             | {\displaystyle {\ce {Mg^{2+}}}}  | {\displaystyle {\ce {F^{-}}}}       | {\displaystyle {\ce {7{,}42.10^{-11}}}} |
| Magnesiumfosfaat               | {\displaystyle {\ce {Mg3(PO4)2}}}        | {\displaystyle {\ce {Mg^{2+}}}}  | {\displaystyle {\ce {PO4^{3-}}}}    | {\displaystyle {\ce {9{,}86.10^{-25}}}} |
| Magnesiumhydroxide             | {\displaystyle {\ce {Mg(OH)2}}}          | {\displaystyle {\ce {Mg^{2+}}}}  | {\displaystyle {\ce {OH^{-}}}}      | {\displaystyle {\ce {5{,}61.10^{-12}}}} |
| Magnesiumoxalaatdihydraat      | {\displaystyle {\ce {Mg(CO2)2.2H2O}}}    | {\displaystyle {\ce {Mg^{2+}}}}  | {\displaystyle {\ce {(CO2)2^{2-}}}} | {\displaystyle {\ce {4{,}83.10^{-6}}}}  |
| Mangaan(II)carbonaat           | {\displaystyle {\ce {MnCO3}}}            | {\displaystyle {\ce {Mn^{2+}}}}  | {\displaystyle {\ce {CO3^{2-}}}}    | {\displaystyle {\ce {2{,}24.10^{-11}}}} |
| Mangaan(II)hydroxide           | {\displaystyle {\ce {Mn(OH)2}}}          | {\displaystyle {\ce {Mn^{2+}}}}  | {\displaystyle {\ce {OH^{-}}}}      | {\displaystyle {\ce {2{,}06.10^{-13}}}} |
| Mangaan(II)jodaat              | {\displaystyle {\ce {Mn(IO3)2}}}         | {\displaystyle {\ce {Mn^{2+}}}}  | {\displaystyle {\ce {IO3^{-}}}}     | {\displaystyle {\ce {4{,}37.10^{-7}}}}  |
| Mangaan(II)oxalaatdihydraat    | {\displaystyle {\ce {Mn(CO2)2.2H2O}}}    | {\displaystyle {\ce {Mn^{2+}}}}  | {\displaystyle {\ce {(CO2)2^{2-}}}} | {\displaystyle {\ce {1{,}70.10^{-7}}}}  |
| Mangaan(II)sulfide             | {\displaystyle {\ce {MnS}}}              | {\displaystyle {\ce {Mn^{2+}}}}  | {\displaystyle {\ce {S^{2-}}}}      | {\displaystyle {\ce {4{,}65.10^{-14}}}} |
| Nikkel(II)carbonaat            | {\displaystyle {\ce {NiCO3}}}            | {\displaystyle {\ce {Ni^{2+}}}}  | {\displaystyle {\ce {CO3^{2-}}}}    | {\displaystyle {\ce {1{,}42.10^{-7}}}}  |
| Nikkel(II)fosfaat              | {\displaystyle {\ce {Ni3(PO4)2}}}        | {\displaystyle {\ce {Ni^{2+}}}}  | {\displaystyle {\ce {PO4^{3-}}}}    | {\displaystyle {\ce {4{,}73.10^{-12}}}} |
| Nikkel(II)hydroxide            | {\displaystyle {\ce {Ni(OH)2}}}          | {\displaystyle {\ce {Ni^{2+}}}}  | {\displaystyle {\ce {OH^{-}}}}      | {\displaystyle {\ce {5{,}47.10^{-16}}}} |
| Nikkel(II)jodaat               | {\displaystyle {\ce {Ni(IO3)2}}}         | {\displaystyle {\ce {Ni^{2+}}}}  | {\displaystyle {\ce {IO3^{-}}}}     | {\displaystyle {\ce {4{,}71.10^{-5}}}}  |
| Nikkel(II)sulfide              | {\displaystyle {\ce {NiS}}}              | {\displaystyle {\ce {Ni^{2+}}}}  | {\displaystyle {\ce {S^{2-}}}}      | {\displaystyle {\ce {1{,}07.10^{-21}}}} |
| Palladium(II)sulfide           | {\displaystyle {\ce {PdS}}}              | {\displaystyle {\ce {Pd^{2+}}}}  | {\displaystyle {\ce {S^{2-}}}}      | {\displaystyle {\ce {2{,}03.10^{-58}}}} |
| Palladium(II)thiocyanaat       | {\displaystyle {\ce {Pd(SCN)2}}}         | {\displaystyle {\ce {Pd^{2+}}}}  | {\displaystyle {\ce {SCN^{-}}}}     | {\displaystyle {\ce {4{,}38.10^{-23}}}} |
| Platina(II)sulfide             | {\displaystyle {\ce {PtS}}}              | {\displaystyle {\ce {Pt^{2+}}}}  | {\displaystyle {\ce {S^{2-}}}}      | {\displaystyle {\ce {9{,}91.10^{-74}}}} |
| Praseodymium(III)hydroxide     | {\displaystyle {\ce {Pr(OH)3}}}          | {\displaystyle {\ce {Pr^{3+}}}}  | {\displaystyle {\ce {OH^{-}}}}      | {\displaystyle {\ce {3{,}39.10^{-34}}}} |
| Radiumsulfaat                  | {\displaystyle {\ce {RaSO4}}}            | {\displaystyle {\ce {Ra^{2+}}}}  | {\displaystyle {\ce {SO4^{2-}}}}    | {\displaystyle {\ce {3{,}66.10^{-13}}}} |
| Rubidiumperchloraat            | {\displaystyle {\ce {RbClO4}}}           | {\displaystyle {\ce {Rb^{+}}}}   | {\displaystyle {\ce {ClO4^{-}}}}    | {\displaystyle {\ce {3{,}00.10^{-3}}}}  |
| Scandiumhydroxide              | {\displaystyle {\ce {Sc(OH)3}}}          | {\displaystyle {\ce {Sc^{3+}}}}  | {\displaystyle {\ce {OH^{-}}}}      | {\displaystyle {\ce {2{,}22.10^{-31}}}} |
| Scandiumfluoride               | {\displaystyle {\ce {ScF3}}}             | {\displaystyle {\ce {Sc^{3+}}}}  | {\displaystyle {\ce {F^{-}}}}       | {\displaystyle {\ce {6{,}81.10^{-24}}}} |
| Strontiumarsenaat              | {\displaystyle {\ce {Sr3(AsO4)2}}}       | {\displaystyle {\ce {Sr^{2+}}}}  | {\displaystyle {\ce {AsO4^{3-}}}}   | {\displaystyle {\ce {4{,}29.10^{-19}}}} |
| Strontiumcarbonaat             | {\displaystyle {\ce {SrCO3}}}            | {\displaystyle {\ce {Sr^{2+}}}}  | {\displaystyle {\ce {CO3^{2-}}}}    | {\displaystyle {\ce {5{,}60.10^{-10}}}} |
| Strontiumfluoride              | {\displaystyle {\ce {SrF2}}}             | {\displaystyle {\ce {Sr^{2+}}}}  | {\displaystyle {\ce {F^{-}}}}       | {\displaystyle {\ce {4{,}33.10^{-9}}}}  |
| Strontiumjodaat                | {\displaystyle {\ce {Sr(IO3)2}}}         | {\displaystyle {\ce {Sr^{2+}}}}  | {\displaystyle {\ce {IO3^{-}}}}     | {\displaystyle {\ce {1{,}14.10^{-7}}}}  |
| Strontiumjodaathexahydraat     | {\displaystyle {\ce {Sr(IO3)2.6H2O}}}    | {\displaystyle {\ce {Sr^{2+}}}}  | {\displaystyle {\ce {IO3^{-}}}}     | {\displaystyle {\ce {4{,}65.10^{-7}}}}  |
| Strontiumjodaatmonohydraat     | {\displaystyle {\ce {Sr(IO3)2.H2O}}}     | {\displaystyle {\ce {Sr^{2+}}}}  | {\displaystyle {\ce {IO3^{-}}}}     | {\displaystyle {\ce {3{,}58.10^{-7}}}}  |
| Strontiumsulfaat               | {\displaystyle {\ce {SrSO4}}}            | {\displaystyle {\ce {Sr^{2+}}}}  | {\displaystyle {\ce {SO4^{2-}}}}    | {\displaystyle {\ce {3{,}44.10^{-7}}}}  |
| Thallium(I)bromide             | {\displaystyle {\ce {TlBr}}}             | {\displaystyle {\ce {Tl^{+}}}}   | {\displaystyle {\ce {Br^{-}}}}      | {\displaystyle {\ce {3{,}71.10^{-6}}}}  |
| Thorium(IV)oxalaatdihydraat    | {\displaystyle {\ce {Th((CO2)2)2.2H2O}}} | {\displaystyle {\ce {Th^{4+}}}}  | {\displaystyle {\ce {(CO2)2^{2-}}}} | {\displaystyle {\ce {5{,}01.10^{-25}}}} |
| Tin(II)hydroxide               | {\displaystyle {\ce {Sn(OH)2}}}          | {\displaystyle {\ce {Sn^{2+}}}}  | {\displaystyle {\ce {OH^{-}}}}      | {\displaystyle {\ce {5{,}45.10^{-27}}}} |
| Tin(II)sulfide                 | {\displaystyle {\ce {SnS}}}              | {\displaystyle {\ce {Sn^{2+}}}}  | {\displaystyle {\ce {S^{2-}}}}      | {\displaystyle {\ce {3{,}25.10^{-28}}}} |
| Yttriumoxalaat                 | {\displaystyle {\ce {Y2((CO2)2)3}}}      | {\displaystyle {\ce {Y^{3+}}}}   | {\displaystyle {\ce {(CO2)2^{2-}}}} | {\displaystyle {\ce {5{,}10.10^{-30}}}} |
| Zilver(I)aetaat                | {\displaystyle {\ce {AgCH3COO}}}         | {\displaystyle {\ce {Ag^{+}}}}   | {\displaystyle {\ce {CH3COO^{-}}}}  | {\displaystyle {\ce {1{,}94.10^{-3}}}}  |
| Zilver(I)arsenaat              | {\displaystyle {\ce {Ag3AsO4}}}          | {\displaystyle {\ce {Ag^{+}}}}   | {\displaystyle {\ce {AsO4^{3-}}}}   | {\displaystyle {\ce {1{,}03.10^{-22}}}} |
| Zilver(I)bromate               | {\displaystyle {\ce {AgBrO4}}}           | {\displaystyle {\ce {Ag^{+}}}}   | {\displaystyle {\ce {BrO4^{-}}}}    | {\displaystyle {\ce {5{,}34.10^{-5}}}}  |
| Zilver(I)bromide               | {\displaystyle {\ce {AgBr}}}             | {\displaystyle {\ce {Ag^{+}}}}   | {\displaystyle {\ce {Br^{-}}}}      | {\displaystyle {\ce {5{,}35.10^{-13}}}} |
| Zilver(I)carbonaat             | {\displaystyle {\ce {Ag2CO3}}}           | {\displaystyle {\ce {Ag^{+}}}}   | {\displaystyle {\ce {CO3^{2-}}}}    | {\displaystyle {\ce {8{,}45.10^{-12}}}} |
| Zilver(I)chloride              | {\displaystyle {\ce {AgCl}}}             | {\displaystyle {\ce {Ag^{+}}}}   | {\displaystyle {\ce {Cl^{-}}}}      | {\displaystyle {\ce {1{,}77.10^{-10}}}} |
| Zilver(I)chromaat              | {\displaystyle {\ce {Ag2CrO4}}}          | {\displaystyle {\ce {Ag^{+}}}}   | {\displaystyle {\ce {CrO4^{2-}}}}   | {\displaystyle {\ce {1{,}12.10^{-12}}}} |
| zilver(I)cyanide               | {\displaystyle {\ce {AgCN}}}             | {\displaystyle {\ce {Ag^{+}}}}   | {\displaystyle {\ce {CN^{-}}}}      | {\displaystyle {\ce {5{,}97.10^{-17}}}} |
| zilver(I)dichromaat            | {\displaystyle {\ce {Ag2Cr2O7}}}         | {\displaystyle {\ce {Ag^{+}}}}   | {\displaystyle {\ce {Cr2O7^{2-}}}}  | {\displaystyle {\ce {2{,}00.10^{-7}}}}  |
| Zilver(I)fosfaat               | {\displaystyle {\ce {Ag3PO4}}}           | {\displaystyle {\ce {Ag^{+}}}}   | {\displaystyle {\ce {PO4^{3-}}}}    | {\displaystyle {\ce {8{,}88.10^{-17}}}} |
| zilver(I)jodaat                | {\displaystyle {\ce {AgIO3}}}            | {\displaystyle {\ce {Ag^{+}}}}   | {\displaystyle {\ce {IO3^{-}}}}     | {\displaystyle {\ce {3{,}17.10^{-8}}}}  |
| Zilver(I)jodide                | {\displaystyle {\ce {AgI}}}              | {\displaystyle {\ce {Ag^{+}}}}   | {\displaystyle {\ce {I^{-}}}}       | {\displaystyle {\ce {8{,}51.10^{-17}}}} |
| Zilver(I)oxalaat               | {\displaystyle {\ce {Ag2(CO2)2}}}        | {\displaystyle {\ce {Ag^{+}}}}   | {\displaystyle {\ce {(CO2)2^{2-}}}} | {\displaystyle {\ce {5{,}40.10^{-12}}}} |
| Zilver(I)sulfaat               | {\displaystyle {\ce {Ag2SO4}}}           | {\displaystyle {\ce {Ag^{+}}}}   | {\displaystyle {\ce {SO4^{2-}}}}    | {\displaystyle {\ce {1{,}20.10^{-5}}}}  |
| Zilver(I)sulfide (α-vorm)      | {\displaystyle {\ce {Ag2S}}}             | {\displaystyle {\ce {Ag^{+}}}}   | {\displaystyle {\ce {S^{2-}}}}      | {\displaystyle {\ce {6{,}69.10^{-50}}}} |
| Zilver(I)sulfide (β-vorm)      | {\displaystyle {\ce {Ag2S}}}             | {\displaystyle {\ce {Ag^{+}}}}   | {\displaystyle {\ce {S^{2-}}}}      | {\displaystyle {\ce {1{,}09.10^{-49}}}} |
| Zilver(I)sulfiet               | {\displaystyle {\ce {Ag2SO3}}}           | {\displaystyle {\ce {Ag^{+}}}}   | {\displaystyle {\ce {SO3^{2-}}}}    | {\displaystyle {\ce {1{,}49.10^{-14}}}} |
| Zilver(I)thiocyanaat           | {\displaystyle {\ce {AgSCN}}}            | {\displaystyle {\ce {Ag^{+}}}}   | {\displaystyle {\ce {SCN^{-}}}}     | {\displaystyle {\ce {1{,}03.10^{-12}}}} |
| Zinkarsenaat                   | {\displaystyle {\ce {Zn3(AsO4)2}}}       | {\displaystyle {\ce {Zn^{2+}}}}  | {\displaystyle {\ce {AsO4^{3-}}}}   | {\displaystyle {\ce {3{,}12.10^{-28}}}} |
| Zinkcarbonaat                  | {\displaystyle {\ce {ZnCO3}}}            | {\displaystyle {\ce {Zn^{2+}}}}  | {\displaystyle {\ce {CO3^{2-}}}}    | {\displaystyle {\ce {1{,}19.10^{-10}}}} |
| Zinkcarbonaatmonohydraat       | {\displaystyle {\ce {ZnCO3.H2O}}}        | {\displaystyle {\ce {Zn^{2+}}}}  | {\displaystyle {\ce {CO3^{2-}}}}    | {\displaystyle {\ce {5{,}41.10^{-11}}}} |
| Zinkfluoride                   | {\displaystyle {\ce {ZnF2}}}             | {\displaystyle {\ce {Zn^{2+}}}}  | {\displaystyle {\ce {F^{-}}}}       | {\displaystyle {\ce {3{,}04.10^{-2}}}}  |
| Zinkhydroxide (β-vorm)         | {\displaystyle {\ce {Zn(OH)2}}}          | {\displaystyle {\ce {Zn^{2+}}}}  | {\displaystyle {\ce {OH^{-}}}}      | {\displaystyle {\ce {7{,}71.10^{-17}}}} |
| Zinkhydroxide (γ-vorm)         | {\displaystyle {\ce {Zn(OH)2}}}          | {\displaystyle {\ce {Zn^{2+}}}}  | {\displaystyle {\ce {OH^{-}}}}      | {\displaystyle {\ce {6{,}86.10^{-17}}}} |
| Zinkhydroxide (ε-vorm)         | {\displaystyle {\ce {Zn(OH)2}}}          | {\displaystyle {\ce {Zn^{2+}}}}  | {\displaystyle {\ce {OH^{-}}}}      | {\displaystyle {\ce {4{,}12.10^{-17}}}} |
| Zinkjodaat                     | {\displaystyle {\ce {Zn(IO3)2}}}         | {\displaystyle {\ce {Zn^{2+}}}}  | {\displaystyle {\ce {IO3^{-}}}}     | {\displaystyle {\ce {4{,}29.10^{-6}}}}  |
| Zinkoxalaatdihydraat           | {\displaystyle {\ce {Zn(CO2)2.2H2O}}}    | {\displaystyle {\ce {Zn^{2+}}}}  | {\displaystyle {\ce {(CO2)2^{2-}}}} | {\displaystyle {\ce {1{,}37.10^{-9}}}}  |
| Zinksulfide                    | {\displaystyle {\ce {ZnSO4}}}            | {\displaystyle {\ce {Zn^{2+}}}}  | {\displaystyle {\ce {SO4^{2-}}}}    | {\displaystyle {\ce {2{,}93.10^{-25}}}} |